# Harpster (Idaho)
Harpster est une communauté non incorporée américaine, située dans le comté d'Idaho, dans l’Idaho.